# A Pyrrhic Existence
A Pyrrhic Existence (englisch Eine Pyrrhusexistenz) ist ein Album der britischen Funeral-Doom-Band Esoteric.

## Geschichte

### Entstehung
A Phyrric Existence erschien als erstes neues Album der Band nach acht Jahren. Den langen Zeitraum seit der Veröffentlichung von Paragon of Dissonance im November 2011 erläuterte der Sänger und Gitarrist Greg Chandler als Resultat der Lebensumstände der Musiker und sich verändernder Prioritäten im Alltag. So verwies er auf Partnerschaften, Familien und berufliche Verpflichtungen.

„We didn’t stop rehearsing, playing live or being active with the band in the period between the last two albums, things just became slow because we weren’t able to dedicate as much time to the band or get together as often. Sometimes life just gets in the way, especially with five or six members involved.“

„Wir haben in der Zeit zwischen den letzten beiden Alben nicht aufgehört zu proben, live zu spielen oder mit der Band aktiv zu sein, es wurde einfach langsam, weil wir nicht mehr so viel Zeit für die Band haben oder so oft zusammenkommen konnten. Manchmal kommt das Leben einfach in die Quere, besonders wenn fünf oder sechs Mitglieder beteiligt sind.“

Dabei bestand die Band in der Konstellation des letzten Albums fort. Neben Chandler gehörten zum Zeitpunkt der Aufnahme und Veröffentlichung der Bassist Mark Bodossian und der Schlagzeuger Joe Fletcher zur Gruppe. Als weitere Gitarristen waren seit der Veröffentlichung von Paragon of Dissonance Jim Nolan und Gordon Bicknell, der wieder als vollwertiges Bandmitglied geführt wurde, aktiv. Das Songwriting der Gruppe folgte erneut keinem konstanten Muster. So entwickelten Bicknell und Chandler das Stück Culmination während des gemeinsamen Probens und Jammens. Die Rohfassung wurde von den weiteren Musikern experimentierend erweitert und verändert. Andere Stücke wurden von einzelnen Personen annähernd abgeschlossen verfasst und von den weiteren Musikern nur um deren eigenen instrumentalen Klang ergänzt. Als Grundsatz behielt die Band bei immer gemeinsam an Songs zu arbeiten, mit der Musik zu experimentieren und diese zu entwickeln, als einzelne Person sowie gemeinsam während des Probens.

„Maybe it is an old school way of doing things, but we prefer to rehearse new music for a long time before recording, so that everything is tight and fine-tuned. There is always a little further experimentation in the studio for some parts, but most important is to get good performances recorded both from the instruments and effects.“

„Vielleicht ist es eine Art alte Schule, aber wir proben neue Musik lieber lange, bevor wir aufnehmen, damit alles straff und fein abgestimmt ist. Für einige Parts muss im Studio immer etwas weiter experimentiert werden, aber am wichtigsten ist eine gute Performances von den Instrumenten und den Effekten aufzunehmen.“

Als die Band das Songwriting abgeschlossen hatte buchten die Musiker das Studio. Dabei behielt Esoteric die Gegebenheiten der vorherigen Aufnahme und der Veröffentlichung bei. In Chandlers Priory Recording Studios spielte die Band das Album von April bis Mai 2019 ein. Chandlers übernahm die Aufgaben des Tontechnikers und zeichnete auch für Abmischung und Mastering der Aufnahme verantwortlich.

## Albuminformationen
Veröffentlicht wurde A Pyrrhic Existence am 8. November 2019 in Kooperation mit den Label Season of Mist als CD und als LP. Das Album enthält sechs separate Stücke mit einer Gesamtspielzeit von 1:38:15 Stunden verteilt auf zwei CDs oder drei Langspielplatten. Für die GUS lizenziert erschien das Album als CD über Satanath Records, einem neuen Vertragspartner. A Pyrrhic Existence ist damit, sofern das ursprünglich als EP veröffentlichte Metamorphogenesis und die Wiederveröffentlichung der Demoaufnahme Esoteric Emotions – The Death of Ignorance im Jahr 2017 über Aesthetic Death Records, wie von der Band gepflegt, als Alben gerechnet werden, das achte Studioalbum der Band.

### Inhalt, Titel und Gestaltung
Ihrer Grundthematik, der introspektiven Auseinandersetzung mit der menschlichen Psyche führte die Band auf A Pyrrhic Existence fort. Das Album verfolgt jedoch, wie die vorherigen Veröffentlichungen, kein einheitliches Konzept, sondern eine lose Ausrichtung, bei der der „Zusammenbruch der Psyche“ im Zentrum steht und auf die die wiederkehrenden Themen innerhalb der Texte „Tod, Leiden, Tragödie und Lügen“ einwirken. Auch der auf den Begriff des Pyrrhussieg anspielende Titel des Albums steht in einem ergänzenden Kontext und soll darauf verweisen, dass Existenz und Überlebenden den Menschen so viel Verwüstung und Leid zufügt, „dass es einer Niederlage gleichkommt.“

„The title is a reference to how the longer we live the more tragedy, loss and suffering we experience. Sometimes existence itself is a battle that although we may survive, is accompanied by great loss. So this is the meaning behind the title.“

„Der Titel ist ein Verweis darauf, dass je länger wir leben wir mehr Tragödien, Verluste und Leiden erleben. Manchmal ist die Existenz selbst ein Kampf, der, obwohl wir überleben können, von großen Verlusten begleitet wird. Das ist also die Bedeutung hinter dem Titel.“

Auch die Gestaltung verweist auf den zentralen Komplex um den „Zusammenbruch der Psyche“. So sind auf dem Coverbild vier kleine und eine große Figur abgebildet. Die zentrale Hauptfigur repräsentiert den Zusammenbruch der Psyche, während die kleineren, um diese arrangierte Figuren, die benannten Themen abbilden sollen. Mit der freischaffenden Künstlerin Lisa Schubert wurde eine neue Künstlerin für die Gestaltung gewählt, derweil das Motiv diesmal weniger abstrakt als vorherige Cover der Gruppe gewählt wurde. Die Aufbereitung der Grafiken übernahm erneut Mauro Berchi von Ras Algethi.

### Stil
A Pyrrhic Existence wird als „erdrückend langsamer Funeral Doom“ beschrieben. Dabei führe die Gruppe die Idee eines „vom Progressive und Psychedelic Rock der 70er Jahre beeinflussten Funeral Doom“ fort, entwickelt diese jedoch auch zu einem dynamischeren und vielschichtigeren Stil, „in dem Funeral Doom nicht mehr das […] Maß aller Dinge ist, sondern die […] Basis bietet, um […] zu wachsen.“

„ESOTERIC setzen Drones (Bassist Mark Bodossian bedient zugleich auch einen Synthesizer in tiefen Registern), Zeitlupen-Leads und lange in trostloser Ödnis verhallende Akkorde eben nicht nur deshalb ein, weil es sich in dieser Disziplin so gehört, sondern stricken daraus effektvoll dramatische Epen, die dem Klassik- bzw. Filmscore-Genre näherstehen als herkömmlicher Rockmusik.“

Das Album ist überwiegend in einem langsamen Tempo gehalten. Die Stücke entfalten und entwickeln sich über die Spieldauer von jeweils mindestens fünfzehn Minuten. Dabei arrangiert die Band Schichtweise dunkle Verzerrungen und Effekte. Die sechs Stücke, von denen eines ein Ambient-Zwischenspiel ist, sind variieren die anfängliche Stimmung mit einer fortlaufenden Dynamik zwischen ruhigen donnernd Teilen. Neben einer hellen Soli präsentierenden Leadgitarre wird ein Riffing gestellt, dass als teils disharmonisch, wahrgenommen wird. Chandlers Growling erscheint tiefer als auf vorherigen Alben, zugleich bleiben gelegentliche Screams erhalten.

## Wahrnehmung
A Pyrrhic Existence erhielt international als gelungenes Comeback und weiterer Klassiker der Band teilweise hohes Lob. Kritisiert wurde andererseits, dass die Gruppe Potenzial verstreichen ließe über ein ausuferndes und gelegentlich fahriges Songwriting, „das gestrafft und weniger ausufernd locker anderthalb bis zwei Punkte mehr wert wäre.“

„Unterm Strich bleibt ein sehr gutes Album, das nicht ganz an das stilprägende Frühwerk der Band heranreicht, sehr wohl aber daran anzuknüpfen weiß und zudem aufzeigt, was alles noch im Funeral Doom möglich ist.“

An anderer Stelle wurde das Album rundum gelobt. A Pyrrhic Existence sei eine weitere Verkörperung der Esoteric-Erfahrung „ein riesiger kompromissloser Berg des Elends, auf dem vielleicht etwas Erleichterung gefunden wird.“ Das Album sei eines „das Standards setzt“, „das kreative Potential des Genres“ aufweise. Für das Tracks Magazine hieß es, A Pyrrhic Existence sei „trotz seiner Länge zu einem atmosphärisch unglaublich dichten Album geworden, welches aber eine tiefergehende Auseinandersetzung des Hörers voraussetzt“. Auf das Album und dessen thematische Basis hin ausgerichtet wurde der Dualismus aus Kreativität und Thematik gelobt. „Trotz all der vertonten Schwere, dem Setting, sich hier mit den dunklen Seiten des menschlichen Wesens, der Psyche und der harten Realität auseinander zu setzen, [läge] ein in seiner Spielfreude so überzeugendes Album vor, dass es ein Genuss [sei], dieses zu hören“ schrieb Klaus Porst für Plattentest.de.

„Während Runemagick derzeit unter ähnlichen Vorzeichen Songwriting für die Ewigkeit bieten, gewinnen die Briten hiermit zumindest den Kritikerpreis für Atmosphärenphysik.“